# Йоаким I Кизически
Йоаким (на гръцки: Ιωακείμ) е гръцки духовник, митрополит на Вселенската патриаршия от XVIII - XIX век.

## Биография
Роден е на Парос, Цикладите. Бил е директор на Патриаршеската академия (1763 - 1767).
През октомври 1775 година е избран и по-късно ръкоположен за митрополит на Анхиалската епархия. През септември 1794 година е преместен като кизически митрополит. Подава оставка на 14 март 1806 година.
Умира в Арнавуткьой в 1810 година.